# 駄菓子バー
駄菓子バー（だがしバー）は、駄菓子を食べながら酒が飲めるバーのことである。
主にチャージ制になっており、駄菓子は食べ放題であることが多い。
駄菓子バーは、2003年に有限会社サービスマートが東京都渋谷区恵比寿にオープンしたのが最初といわれているが、2001年開業の名古屋市中区の大須にある駄菓子屋バーチャーリーズが日本で最初とも言われており、諸説ある。
なお、「駄菓子バー」は有限会社サービスマートが商標登録している。